# Shintomi
Shintomi (jap. 新富町 Shintomi-chō) – miasto w Japonii, na wyspie Kiusiu, w prefekturze Miyazaki. Według danych na rok 2020 miejscowość zamieszkiwało 16 564 mieszkańców , a gęstość zaludnienia wyniosła 269,2 os./km².